# Gephyromantis atsingy
Gephyromantis atsingy Crottini et al., 2011 è una rana della famiglia Mantellidae, endemica del Madagascar.

## Descrizione
È una specie di media taglia, lunga 35–43 mm. 

Il dorso è solitamente di colore marrone chiaro-beige, con sfumature verdastre, con macchie e reticolati più scuri sul fondo più chiaro. Il ventre è biancastro.

## Distribuzione e habitat
L'areale della specie è ristretto alla regione degli Tsingy de Bemaraha, nel Madagascar centro-occidentale.
La specie vive in habitat ricchi di umidità, come cavità rocciose calcaree e pareti di canyon con vegetazione tipica della foresta decidua secca.

## Biologia
È una specie con abitudini crepuscolari-notturne.

## Conservazione
La IUCN Red List classifica Gephyromantis atsingy come specie in pericolo di estinzione (Endangered).
Il suo areale ricade all'interno del parco nazionale Tsingy di Bemaraha e della riserva naturale integrale Tsingy di Bemaraha.